# Moara Mocanului, Argeș
Moara Mocanului este un sat în comuna Leordeni din județul Argeș, Muntenia, România.